# Synagoge Leó-Frankel-Straße (Budapest)

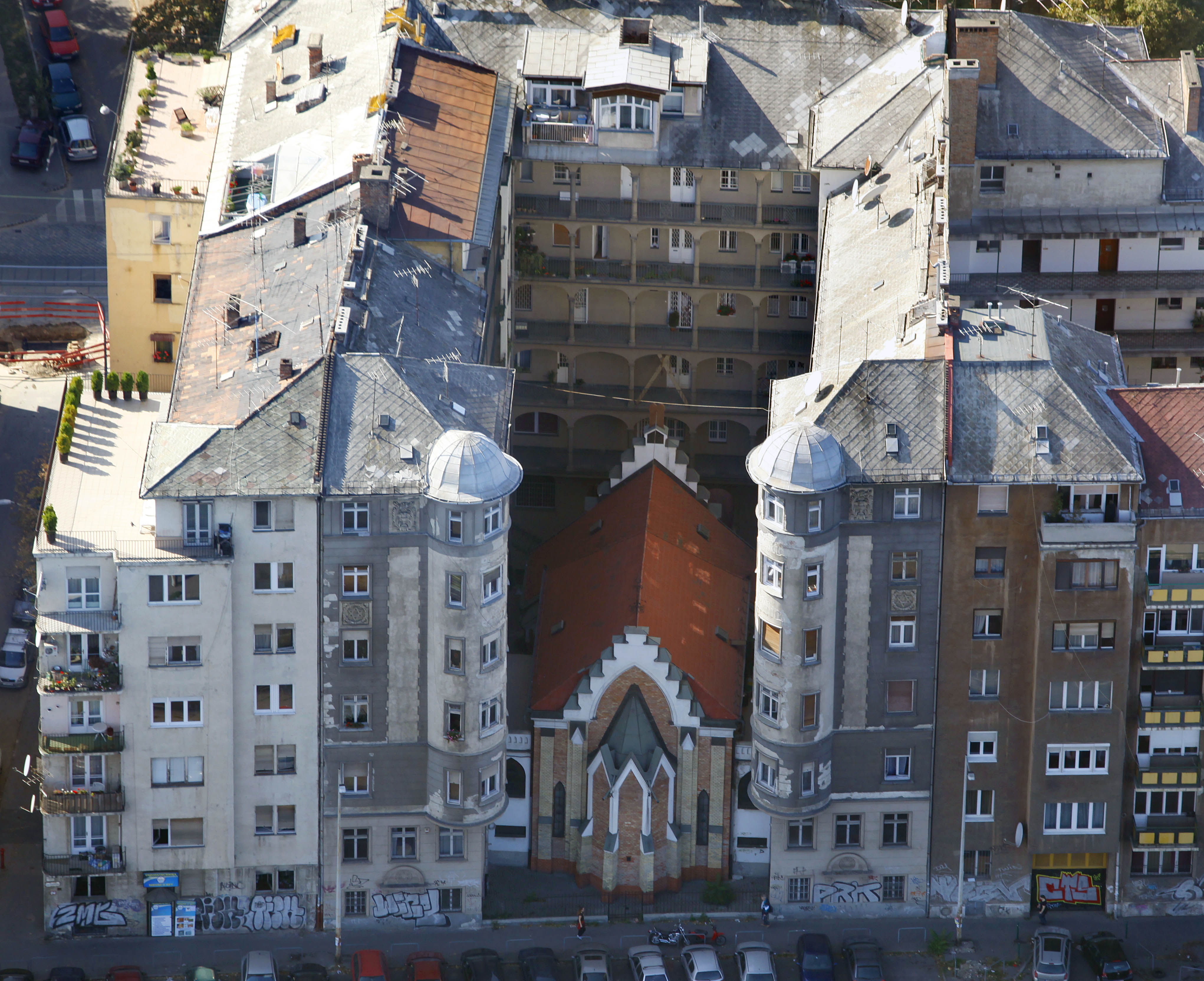
Synagoge inmitten von Wohnhäusern (oben ist die Leó-Frankel-Straße, wo sich der Eingang befindet)

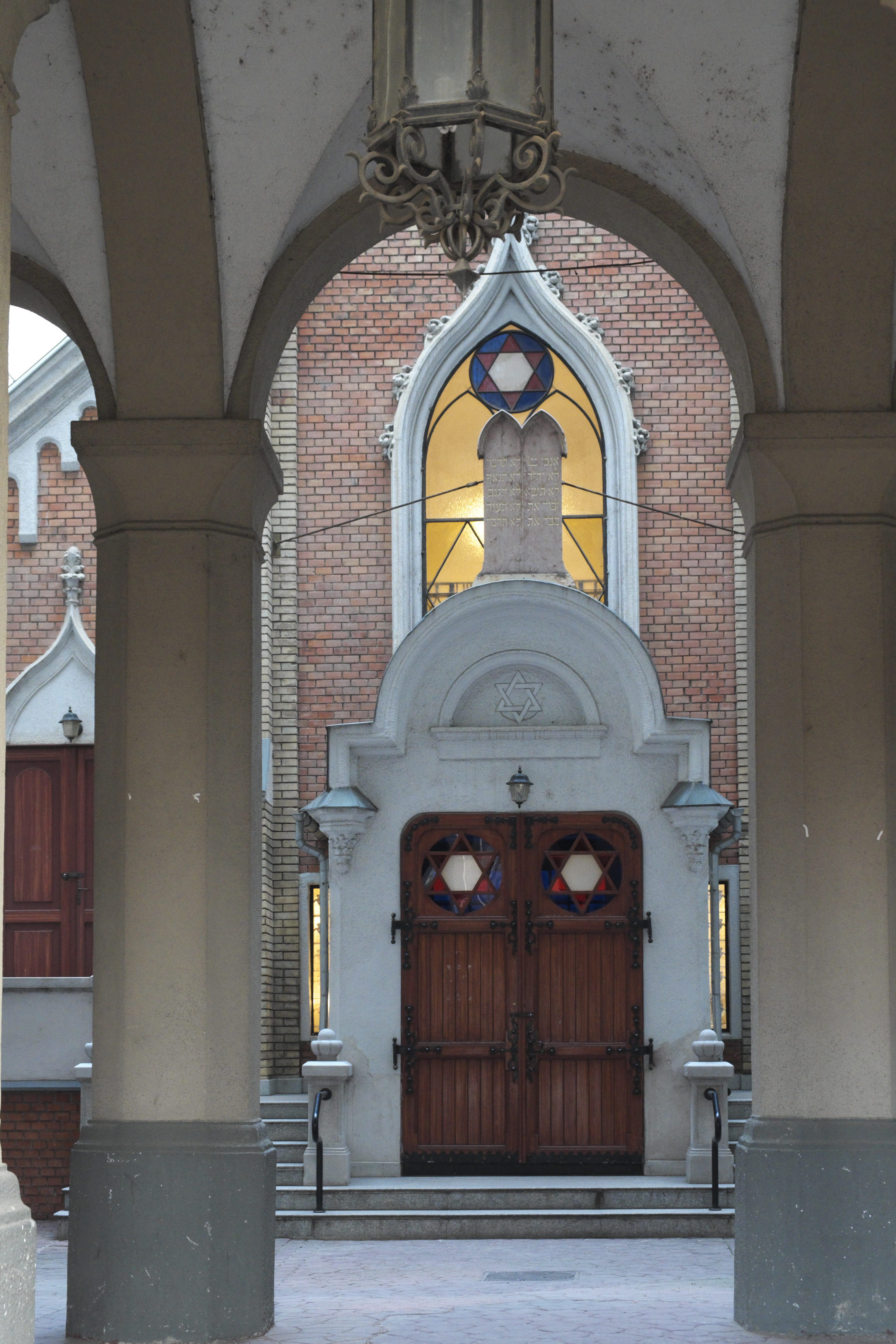
Eingang an der Leó-Frankel-Straße 49

Die Synagoge in der Leó-Frankel-Straße in Budapest, der ungarischen Hauptstadt, wurde in den Jahren 1887/88 errichtet. An gleicher Stelle hat sich bereits seit über hundert Jahren ein kleines Gebetshaus befunden. Die Einweihung der Synagoge fand am 8. August 1888 statt. Die Synagoge ist ein geschütztes Kulturdenkmal.
Das Bauwerk wurde nach Plänen des Architekten Sándor Fellner errichtet. In den 1920er Jahren ließ die neologe jüdische Gemeinde an drei Seiten um die Synagoge siebenstöckige Wohnhäuser erbauen.
Zu Rabinern, die in der Synagoge gelehrt haben, gehören Bertalan Edelstein (1876–1934), Pál Vidor (1909–1945), Arnold Kiss (1869–1940), Ödön Singer (1916–2002) und Tamás Verő (geboren 1972).